# Valérie Bègue
Valérie Bègue, nacida el 26 de noviembre de 1985 en Saint-Pierre, Isla de la Reunión.
Fue elegida Miss Francia en 2008. Venció a Rachel Legrain-Trapani como la 54.ª Miss Francia el 8 de diciembre de 2007. A causa de la publicación de fotos escandalosas, Valérie conservó su título pero fue dispensada de representar Francia a los certámenes de Miss Universo 2008 y Miss Mundo 2008.
En 2010, Valérie Bègue comenzó una carrera de actriz al teatro.
- Datos: Q2665010
- Multimedia: Valérie Bègue / Q2665010